# 西武スマイルビジョン

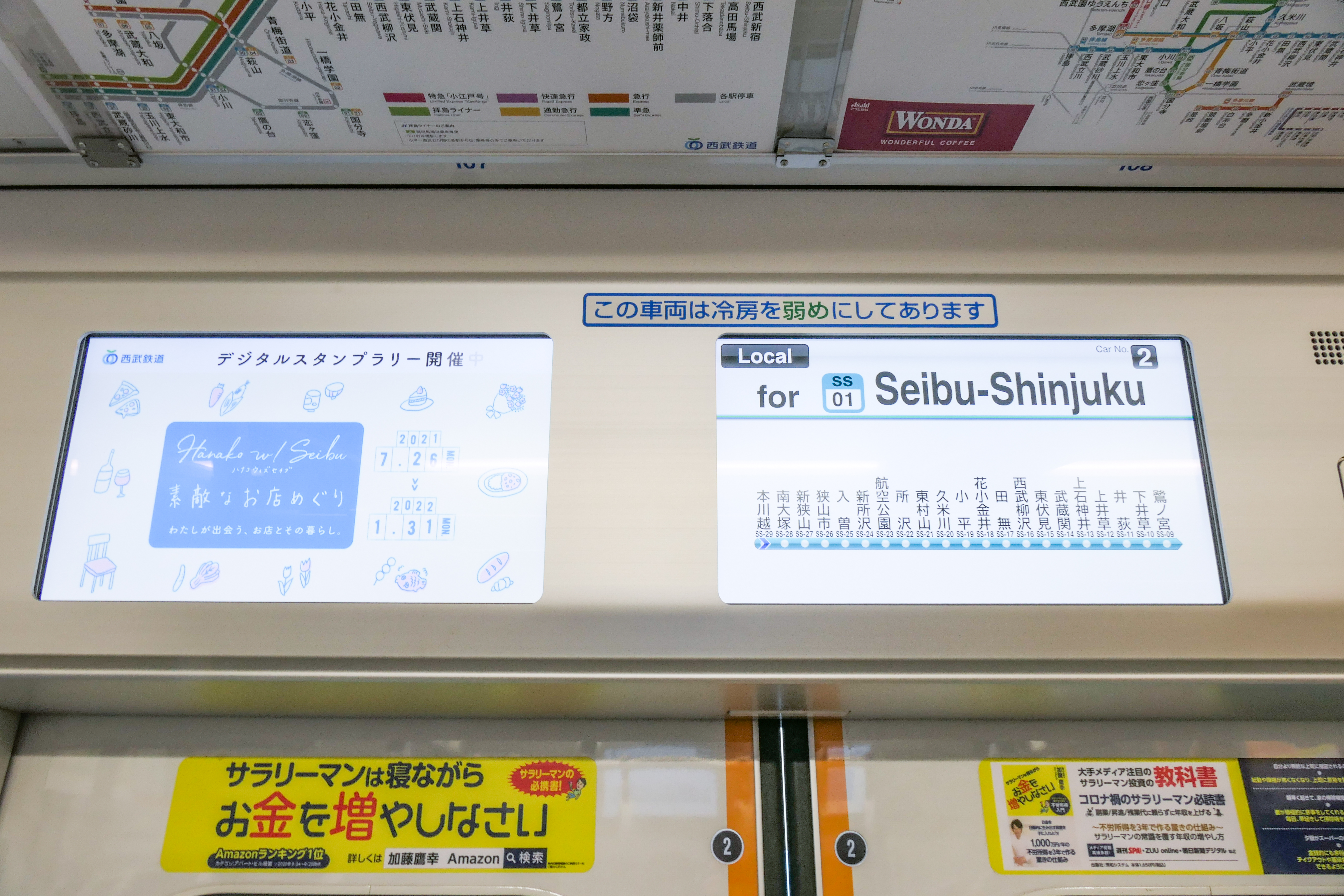
30000系から導入された西武スマイルビジョン

西武スマイルビジョン（せいぶスマイルビジョン）は、西武鉄道のデジタルサイネージを用いた動画車内広告の総称。略称は「スマイルビジョン」。車内の乗客用ドアの客室側上部に設置されている。

## 概要
スマイルビジョンは、西武30000系電車（愛称「スマイルトレイン」）に、車内案内表示S-TVS (Seibu-Train Vision System) 用として、15 - 17インチの液晶ディスプレイ2台が設置された。東急電鉄の「TOQビジョン」などと同様に音声は流れない。
システム装置およびディスプレイ画面はともに三菱電機製で、デジタル伝送のDVDレベルの高画質として見やすさの向上を図っている。なお、西武鉄道では自社グループに広告代理店を持っていない。
2台のうち、左側は動画広告用画面で企業などのコマーシャルが放映される。基本的には西武グループ（グループ内企業や、埼玉西武ライオンズなど）に関するものや、秩父・西武園ゆうえんちなどの西武沿線観光情報が中心である。この動画広告は、主要駅に設置された高速無線通信（ミリ波装置）から各車両へ配信している。
かつては、西武鉄道で車内広告と共に展開していた『ケロロ軍曹』や『妖怪ウォッチ』とのコラボレーションによるマナーCMも放送されていた。西武鉄道グループとコラボレーションしたアニメ（『DIVE!!』『月がきれい』『ラブライブ!サンシャイン!!』など）のCMを流すこともある。
右側は運行情報用画面で、列車種別・行先、停車駅、現在位置、乗り換え、所要時間目安（停車駅と主要駅までの所要時間、ラッシュ時間帯やダイヤ乱れ時には非表示）、扉開閉予告、駅設備案内、自社線運行状況、急停車注意案内、車内マナー案内など、様々な情報を表示することができる。
2009年4月頃から、秩父鉄道、東京地下鉄（東京メトロ）、多摩都市モノレール、東武鉄道、東京都交通局（都営地下鉄）、東日本旅客鉄道（JR東日本）の運行状況を表示できるようになった。同時に自社線での振替輸送実施時にはその案内を表示する。これらの情報はFOMA回線を使用しタイムリーな情報を提供することができる。また、実際の運行情報と異なるものを表示したときなど画面の表示トラブル時には発生時は西武鉄道のコーポレートマークのみを表示する。

2009年度の事業計画では、新たに6000系をリニューアルする際にスマイルビジョンを設置する計画が発表され、同年度から2015年度にかけて、西武新宿線所属編成（6101F・6102F）を除く全編成に設置された。
東京メトロ副都心線を経由しての東急東横線や横浜高速鉄道への直通運転開始を前に直通に対応した画面に交換されている。

## 他社局のデジタルサイネージ
- トレインチャンネル - 東日本旅客鉄道（JR東日本）
- WESTビジョン - 西日本旅客鉄道（JR西日本）
- TOQビジョン - 東急電鉄（東急エージェンシー）
- SaiNet Vision - 埼玉高速鉄道
- チカッ都ビジョン - 東京都交通局（都営地下鉄）
- KEIO MEDIA - 京王電鉄（京王エージェンシー）